# Frederik de Moucheron
Pour les articles homonymes, voir Moucheron.
Frederik de Moucheron, né en 1633 à Emden et mort le 2 janvier 1686 à Amsterdam, est un peintre néerlandais.

## Biographie
Frederik de Moucheron était le fils du peintre Balthazar de Moucheron (né en 1587) et de Cornelia van Brouckhoven. D’origine huguenote, son grand-père Balthazar (1552 - 1630), qui venait d’une riche famille de négociants en vin, est représenté comme l’un des plus jeunes fils dans le portrait de famille Moucheron de 1563.
Après sa formation avec le peintre paysagiste Jan Asselyn, Moucheron voulut, comme tant d’autres peintres, donner pour complément à ses études un voyage en Italie. Il partit pour Rome, à l’âge de 22 ans, mais se trouvant bien à Paris, où il s’était arrêté chemin faisant, il y demeura trois années, et finalement il retourna, après être passé par Lyon, en Hollande, sans avoir passé les Alpes, ce qui ne l’a pas empêché de peindre des paysages italiens, croyant assez connaître la nature méridionale pour l’avoir étudiée dans les œuvres de son maitre. À son retour, il sa fixa d’abord à Anvers et ensuite, à Amsterdam, en 1659. Il épousa, la même année, Mariecke de Jouderville (la fille d'Isaac de Jouderville) dont il eut onze enfants.
Il peint, fort habilement, des paysages français, italiens et hollandais, mais avec des couleurs dures et froides. Pour terminer ces scènes, des contemporains spécialisés dans la peinture de personnages, comme Adriaen van de Velde à Amsterdam qui plaça dans ses paysages des figures comme il savait les faire. Dirk Helmbreker à Paris, et parfois, Johannes Lingelbach, et Nicolaes Pieterszoon Berchem lui rendirent le même service. Johannes Lingelbach, Nicolaes Pieterszoon Berchem en ont réalisé de semblables, mais avec des personnages.
Son fils Isaac – nommé d’après le célèbre peintre dans la famille de sa mère, qui était un élève de Rembrandt – est devenu un graveur et un peintre populaire. Nombre de ses décorations murales de paysage ont survécu à Amsterdam. Frederik de Moucheron est enterré à Amsterdam.

## Œuvres

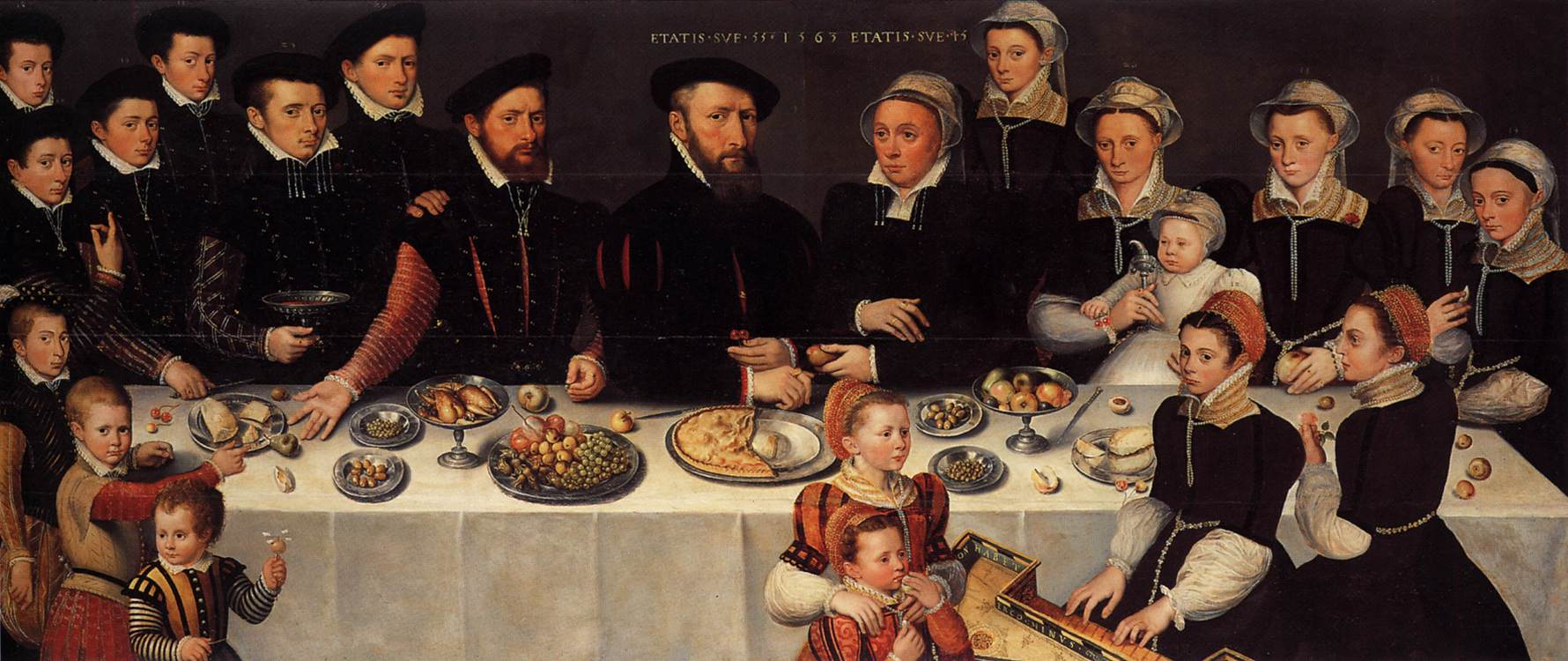
Portrait de la famille De Moucheron, 1563, Rijksmuseum, Amsterdam.

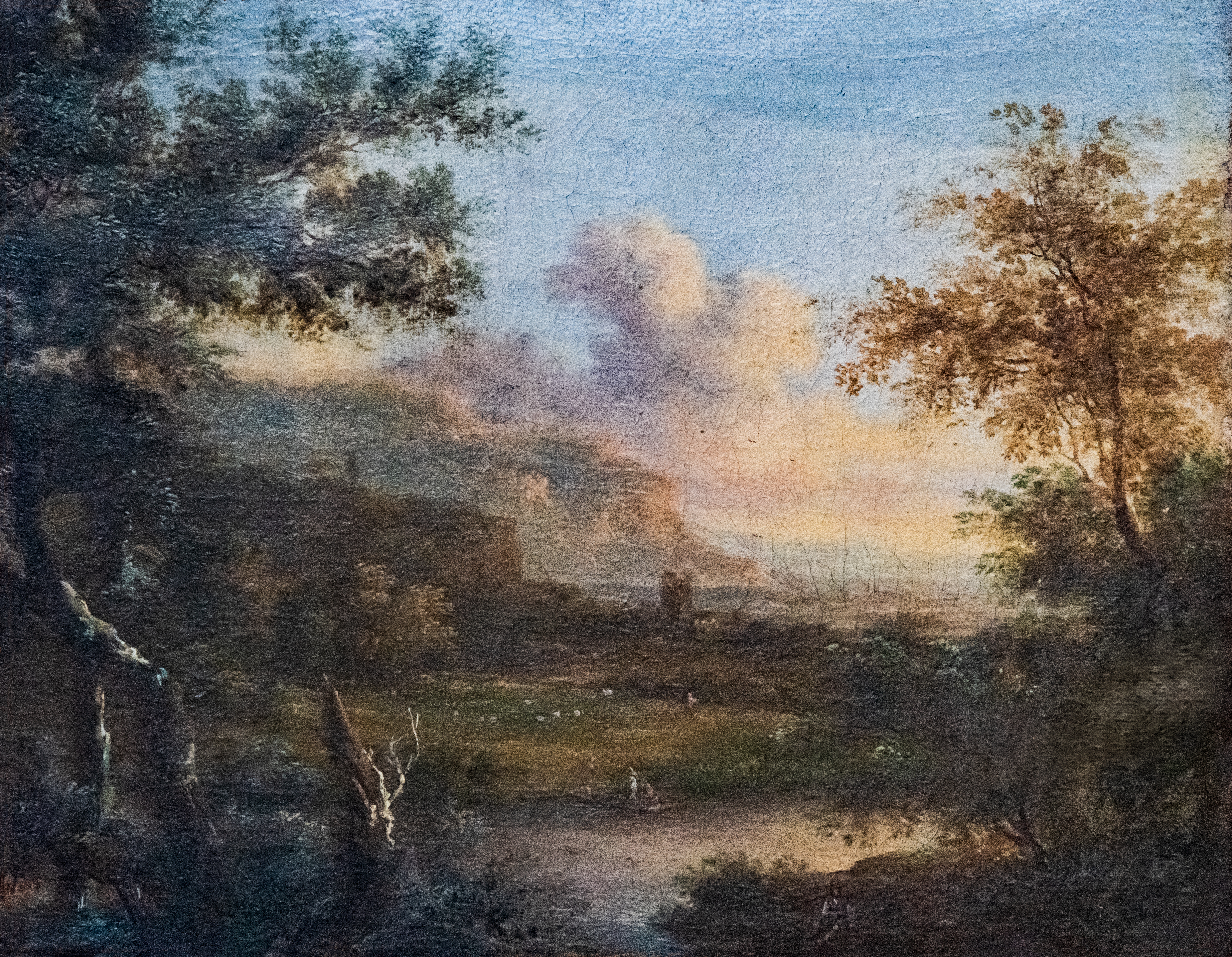
Paysage - Musée des Beaux-Arts de Narbonne.

- Scène de chasse, Musée des beaux-arts de Bernay
- Le retour de la chasse, Bordeaux, musée des beaux-arts ;
- Route dans un paysage montagneux, Bordeaux, musée des beaux-arts.
- Paysage, Caen, musée des beaux-arts ;
- Tour en ruine proche de Rome (recto) ; Putti encadrant un cartouche (verso), Chantilly, musée Condé ;
- Paysage boisé, Musée Magnin à Dijon;
- Paysage Musée des Beaux-Arts de Narbonne;
- Entrée d’un château, Lille, musée des beaux-arts ;
- Bestiaux dans un paysage italianisant avec fontaine, Paris, musée du Louvre, département des Peintures ;
- Le départ pour la chasse, Paris, musée du Louvre département des Peintures ;
- Paysage montagneux avec un torrent et des habitations, Paris, musée du Louvre département des Arts graphiques ;
- Paysage animé au château en ruine (titre moderne) ; Un paysage (titre ancien), Rouen, musée des beaux-arts ;
- Lisière de forêt avec chasseurs, Strasbourg, musée des beaux-arts ;
- Paysage romain avec San Stefano rotondo, Strasbourg, musée des beaux-arts ;
- Paysage, Valenciennes, musée des beaux-arts.